# Irländsk gryta
Irländsk gryta (Iriska: stobhach / Stobhach Gaelach), även känt som Irish stew på engelska, är en traditionell irländsk maträtt. Rätten har inga bestämda ingredienser, men vanliga ingredienser är lamm, potatis, morötter, lök och persilja.